# Тюкелівка
Тюкелівка — річка в Україні, у Любарському та Романівському районах Житомирської області, права притока річки Случі (басейн  Прип'яті).

## Опис
Довжина річки 16 км. Висота витоку річки над рівнем моря — 280 м; висота гирла над рівнем моря — 249 м; падіння річки — 31 м; похил річки — 1,94 м/км. Формується з багатьох безіменних струмків та чотирьох водойм. Площа басейну 66 км².

## Розташування
Бере початок на південно-східній околиці села Горопаї. Тече на північний захід у межах сіл Привітів та Паволочка. На північно-західній околиці села Колодяжне впадає в річку Случ, притоку Горині.

## Риби Тюкелівки
У річці водяться щука звичайна, карась звичайний, окунь, пічкур та плітка звичайна.